# Eleuterio Sánchez
Eleuterio Sánchez, (n. 1942, Salamanca) cunoscut și sub numele de El Lute, a fost un cunoscut evadat spaniol.

Coperta autobiografiei Camina o revienta de Eleuterio Sánchez.

## Biografie
S-a născut într-o familie săracă, în timp ce tatăl său era în închisoare.
La 20 de ani a fost condamnat la 6 luni închisoare pentru furtul a două găini. În 1965 este condamnat la moarte pentru atacul asupra unei bijuterii, în care a fost ucis un paznic. Totalul celor 97 de capete de acuzare ar fi rezultat într-o sentință de 1000 de ani de închisoare. A negat acuzațiile și a declarat că a fost folosit drept țap ispășitor, datorită cazierului său. Pedeapsa a fost comutată la 30 de ani într-o închisoare militară, de unde reușește două evadări, în 1966 și 1971, devenind cel mai căutat om din Spania. În tot acest timp el și-a susținut inocența și a luptat împotriva condamnării.
Deși la intrarea în închisoare era analfabet, a învățat să scrie, a devenit avocat și a scris cinci cărți.
La 20 iunie 1981 este absolvit de toate acuzațiile și este eliberat. În prezent locuiește în Tomares, Sevilla, cu cea ce-a doua soție și doi copii.
Formația Boney M a compus un cântec despre povestea lui, El Lute, în 1979.
În 1987 și 1988 a fost realizat un film în două părți despre el, El Lute: Camina o revienta și El Lute II: Mañana seré libre, după autobiografia sa Camina o revienta.